# Панканоя
Па́нкано́я (фин. Pankanoja) — река в России, протекает по территории Каменногорского городского поселения Выборгского района Ленинградской области. Длина реки — 4,3 км, площадь водосборного бассейна — 33,4 км².
Река берёт начало из озера Панкаярви на высоте 83 м над уровнем моря и далее течёт преимущественно в юго-восточном направлении.
Река в общей сложности имеет шесть малых притоков суммарной длиной 12 км. Наиболее крупный приток — река Раяоя.
Втекает в реку Петровку, впадающую в озеро Конское, через которое протекает река Суоккаанвирта, впадающая в Новинский залив, являющийся частью системы Сайменского канала, выходящего в Финский залив.
Населённые пункты на реке отсутствуют.
Код объекта в государственном водном реестре — 01040300512202000008130.